# Le Dernier Tunnel
Pour plus de détails, voir Fiche technique et Distribution.
Le Dernier Tunnel est un film québécois d'Érik Canuel (2004) inspiré de l'autobiographie de Marcel Talon.

## Synopsis
Un voleur et des complices décident de mettre la main sur 200 millions de CAD logés dans un coffre-fort. Pour y parvenir, ils creusent un tunnel qui les mènera à une chambre forte. Cependant, l'appât du gain viendra chambouler les ententes prises.

## Fiche technique
- Titre original : Le Dernier Tunnel
- Titre anglais : The Last Tunnel
- Réalisation : Érik Canuel
- Scénario : Paul Ohl, Mario Bolduc, d'après Et que ça saute !, l'autobiographie de Marcel Talon
- Musique : Michel Corriveau
- Direction artistique : Jean Bécotte
- Décors : Lyne Chénier
- Costumes : Francesca Chamberland
- Coiffure : Johanne Paiement
- Maquillage : Claudette Beaudoin-Casavant
- Photographie : Bernard Couture
- Son : Dominique Chartrand, Christian Rivest, Gavin Fernandes, Pierre Paquet
- Montage : Jean-François Bergeron
- Production : Pierre Gendron, Christian Larouche
- Société de production : Bloom Films
- Sociétés de distribution : Christal Films
- Budget : 4,7 millions de dollars[1]
- Pays d'origine :  Canada
- Langue originale : français
- Format : couleur
- Genre : thriller
- Durée : 110 minutes
- Dates de sortie :
  - Canada : 8 mars 2004 (première)
  - Canada : 12 mars 2004  (sortie en salle au Québec)
  - Canada : 9 novembre 2004  (DVD)
  - France : 26 novembre 2004  (Semaine du cinéma du Québec à Paris)

## Distribution
- Michel Côté : Marcel Talon
- Jean Lapointe : Fred Giguère
- Christopher Heyerdahl : Smiley
- Nicolas Canuel : Vincent Savard
- Marie-France Marcotte : Magdeleine « Maggy » Fortin
- Sébastien Huberdeau : Régis Turcotte
- Céline Bonnier : Annie Beaudoin
- Anick Lemay : Isabelle Parenteau
- Jean-François Boudreau : Mathieu Arcand
- Widemir Normil : gardien Robert Jolicoeur
- Izabelle Moreau : jeune secrétaire, otage avec la dynamite
- Jean-François Beaupré : sergent Michel Létourneau
- Michel Mongeau : Paolo Morrietti
- Steve Banner : lieutenant Denis Morissette

## Autour du film
Les scénaristes se sont largement inspirés de l'autobiographie du criminel québécois Marcel Talon pour rédiger le scénario.